# 영국 2010년 낙후 지수
영국 2010년 낙후 지수(영어: The English Indices of deprivation 2010, ID 2010)는 소지역 단위의 낙후 지수로서 2011년 3월 24일 영국 지역사회 지방정부부(DCLG)에서 개발하여 발표한 자료다.
이것은 영국 2007년 낙후 지수를 갱신한 내용으로 LSOAs 단위로 조사한 상대지수이며, 대부분 2008년 통계수치를 사용했다.

## 요약
1. 2008년 영국에서 가장 낙후한 지역에 5백만명 이상이 살고 있다. 그 중 38%(1,919,000명)는 소득면에서 낙후하다.
2. 리버풀, 미들브로우, 맨체스터, 노슬리, 킹스톤 어폰헐, 핵니와 타워 햄릿은 영국에서 가장 낙후된 지역으로 높은 LSOAs 지역을 갖고 있다.
3. 가장 심각하게 낙후한 지역은 98%가 도시지역에 있으며, 나머지는 지방에 군집을 이루어 나타난다.
4. 58%의 지역정부는 영국에서 가장 낙후한 10%지역에 포함된 LSOA 단위 지역을 갖고 있다.
5. 2010년도에 가장 낙후된 지역으로 평가된 88%의 LSOAs 지역은 2007년에도 가장 낙후된 지역에 포함되었었다.

## 2010년 복합 낙후 지수
| 지표                       | 가중치 |
| -------------------------- | ------ |
| 수입 낙후지표              | 22.5%  |
| 취업 낙후지표              | 22.5%  |
| 건강과 장애 낙후지표       | 13.5%  |
| 교육, 기술과 훈련 낙후지표 | 13.5%  |
| 주택과 생활 장애지표       | 9.3%   |
| 범죄 지표                  | 9.3%   |
| 생활 환경 낙후지표         | 9.3%   |